# Анкоридж (Аляска)
Анко́ридж (англ. Municipality of Anchorage) — місто й водночас округ у штаті Аляска (США), найбільше місто в штаті, адміністративний, торговий, транспортний і військовий центр, центр комунікації. В місті проживає понад 40 % населення штату Аляска (291 826 осіб (за переписом 2010 року)), що за часткою поступається лише Нью-Йорку в його штаті, а в межах міської агломерації Анкориджа жили 374 553 особи.

## Історія
Археологічні знахідки, виявлені в Белуга-Пойнт на південь від Анкориджа, вздовж рукава Тернегейн, свідчать про те, що заселення затоки Кука розпочалося 5 000 років тому групою алутійців, які прибули сюди на каяках. По мірі того, як це населення просувалося далі, за ними прийшла друга хвиля алутійців, що почалася приблизно 4 000 років тому, а потім третя хвиля — близько 2 000 років тому. Близько 500 року н.е. чугачські алутіїки були витіснені прибуттям атабасканців денаїнів, які проникли через гірські перевали. Денаїни не мали постійних поселень, мігруючи по всій території зі зміною сезонів, влітку ловили рибу вздовж прибережних струмків і річок, полювали на лосів, гірських кіз і овець Далла на початку осені, а пізньої осені збирали ягоди. Вони, як правило, зимували поблизу торгових вузлів уздовж загальних маршрутів, де торгували з іншими племенами денаїнів та атна з прилеглих районів.
Капітан Джеймс Кук був серед перших європейських дослідників, які нанесли на карту узбережжя Аляски, і багато географічних об'єктів (гори, острови, річки, водні шляхи тощо) досі носять назви, які він їм дав. Кук шукав легендарний Північно-Західний прохід, маршрут, який забезпечив би коротший шлях до Тихого океану з Європи, ніж складний Північно-Східний прохід навколо півночі Азії або на південь навколо Південної Америки. 15 травня 1778 року, після тижнів суворої погоди, Кук звернув у затоку між двома орієнтирами під назвою мис Дуглас і гора Сент-Огастін. Він поставив на якір свій корабель HMS Resolution у місці, яке він назвав «Анкоридж», оскільки ще один Анкор-Пойнт існував на південь поблизу Гомера, Аляска), поблизу струмка, який він назвав «Шип-Крік», розташованого між двома великими рукавами (водними шляхами). Кук провів десять днів, досліджуючи затоку. Спочатку він відправив Вільяма Блая на розвідку північного рукава, де зустрівся з корінними народами дена'іна з району Еклутни, які повідомили йому назву рукава Кнік і те, що це не Північно-Західна протока, а скоріше вихід для двох річок (річок Кнік та Матануска). Потім Кук поплив на південь, щоб розвідати інший рукав, і в поганому настрої, після того, як на шляху назад з мілководдя сів «Резолюшн» на мілину, назвав його «Річка Тернегейн», не знайшовши там жодних ознак проходу.
У 19 столітті російська присутність у південно-центральній Алясці була добре налагоджена. Росіяни розмістили торговельні пости вздовж затоки Кука, такі як пост компанії Шеліхова-Голікова в Ніте на рівнинах Палмер (між річками Кнік та Матануска), що, у свою чергу, створило невеликі сільськогосподарські громади в Нінільчику, Селдовії та Еклутні. Росіяни також завезли такі хвороби, як віспа, які мали руйнівні наслідки для місцевого корінного населення, яке скоротилося вдвічі лише через 10 років після першого перепису.
У 1867 році державний секретар США Вільям Генрі Сьюард виступив посередником в угоді про купівлю Аляски у Імперської Росії за 7,2 мільйона доларів, або близько двох центів за акр (129,1 мільйона доларів у доларах 2023 року). Його політичні суперники висміяли цю угоду, назвавши її «безглуздістю Сьюарда», «льодовиком Сьюарда» та «моржем». У 1888 році вздовж річки Тернегейн Арм, трохи південніше сучасного Анкориджа, було виявлено золото, що призвело до нового напливу старателів, і почали виникати такі невеликі міста, як Спенард, Хоуп, Рейнбоу, Берд, Індіан та Гірдвуд.
Аляска стала організованою інкорпорованою територією Сполучених Штатів у 1912 році. Анкоридж, на відміну від будь-якого іншого великого міста на Алясці на південь від хребта Брукс, не був ні рибальським, ні гірничодобувним табором. У районі навколо Анкориджа бракує значних запасів металевих руд. Вздовж рукава Нік протягом багатьох років існувала низка поселень народу денаїна. До 1911 року родини Дж. Д. «Бада» Вітні та Джима Сент-Клера жили в гирлі Шип-Крік, і в 1912 році до них приєднався молодий лісник Джек Браун та його наречена Неллі.
Місто виникло із залізничного портового пункту Аляскинської залізниці, яка побудована у 1915—1923 роках, і стало штаб-квартирою залізничного управління Аляски. Статус міста з 1920 року. З 1930—1950-х років головним фактором зростання міста була авіація, переважно військова. Військовий аеродром Меріл-Філд відкритий у 1930 році, міжнародний аеропорт Анкоридж — у 1951 році, військово-повітряна база Ілмендорф і військова база Форт-Рiчардсон — у 1940-х роках.
27 березня 1964 року стався Землетрус Страсної п'ятниці магнітудою 9,2 бали, внаслідок якого загинула 131 особа й було завдано збитків на 1,8 млрд доларів.
У 1968 році в затоці Прудов-Бей була знайдена нафта, що сприяло розбудові міста. 1975 року місто Анкоридж та Великий Анкоридзький район Боро були об'єднані в муніципалітет Анкоридж. У 1980-х роках місто швидко розбудовувалося й активно архітектурно прикрашалося.
У 1984 році на 147,2 милі Джордж Паркс шосе між містами Анкоридж і Фербанкс, на території парку Деналі, було відкрито Аляскинський меморіал ветеранів.

## Географія
Анкоридж розташований на березі затоки Кука, на півдні штату, у південній частині Центральної Аляски, на 61-му градусі північної широти, що трохи північніше Осло, Гельсінкі, Стокгольма й Санкт-Петербурга, але набагато південніше Рейк'явіка чи Мурманська. Пляжі покриті в'язким мулом, що виглядає твердим, проте відвідувачі міста можуть застрягнути в ньому й загинути від переохолодження під час припливу.
Анкоридж розташований за координатами 61°10′39″ пн. ш. 149°16′28″ зх. д. / 61.17750° пн. ш. 149.27444° зх. д. (61.177549, -149.274354). За даними Бюро перепису населення США, у 2010 році місто мало площу 5078,97 км², з яких 4415,11 км² — суходіл і 663,86 км² — водойми.

## Клімат
Клімат субарктичний. Середня температура липня +15 °C, січня — -9 °C. 408 мм щорічних опадів і 151 мм снігу.
| Клімат Анкориджа                              | Клімат Анкориджа | Клімат Анкориджа | Клімат Анкориджа | Клімат Анкориджа | Клімат Анкориджа | Клімат Анкориджа | Клімат Анкориджа | Клімат Анкориджа | Клімат Анкориджа | Клімат Анкориджа | Клімат Анкориджа | Клімат Анкориджа | Клімат Анкориджа |
| Показник                                      | Січ.             | Лют.             | Бер.             | Квіт.            | Трав.            | Черв.            | Лип.             | Серп.            | Вер.             | Жовт.            | Лист.            | Груд.            | Рік              |
| Абсолютний максимум, °C                       | 13,3             | 13,9             | 13,3             | 22,2             | 27,8             | 30,0             | 28,9             | 27,8             | 22,8             | 17,8             | 16,7             | 11,7             | 30,0             |
| Середній максимум, °C                         | −4,9             | −3               | 1,1              | 6,9              | 13,3             | 17,1             | 18,6             | 17,5             | 12,8             | 4,7              | −2,3             | −4               | 6,5              |
| Середня температура, °C                       | −8,3             | −6,6             | −3               | 2,7              | 8,8              | 12,9             | 14,9             | 13,7             | 9,2              | 1,6              | −5,4             | −7,2             | 2,8              |
| Середній мінімум, °C                          | −11,6            | −10,1            | −7,1             | −1,6             | 4,2              | 8,7              | 11,2             | 10,0             | 5,6              | −1,6             | −8,6             | −10,4            | −0,9             |
| Абсолютний мінімум, °C                        | −37,2            | −38,9            | −31,1            | −29,4            | −17,2            | −1,7             | 1,1              | −0,6             | −10,6            | −21,1            | −29,4            | −37,8            | −38,9            |
| Температура води, °C                          | 6                | 5                | 5                | 5                | 7                | 10               | 13               | 13               | 12               | 9                | 8                | 7                | 8                |
| Норма опадів, мм                              | 19               | 18               | 15               | 12               | 18               | 25               | 47               | 83               | 76               | 52               | 30               | 28               | 423              |
| --------------------------------------------- | ---------------- | ---------------- | ---------------- | ---------------- | ---------------- | ---------------- | ---------------- | ---------------- | ---------------- | ---------------- | ---------------- | ---------------- | ---------------- |
| Джерело: Погода і клімат, World Climate Guide |                  |                  |                  |                  |                  |                  |                  |                  |                  |                  |                  |                  |                  |

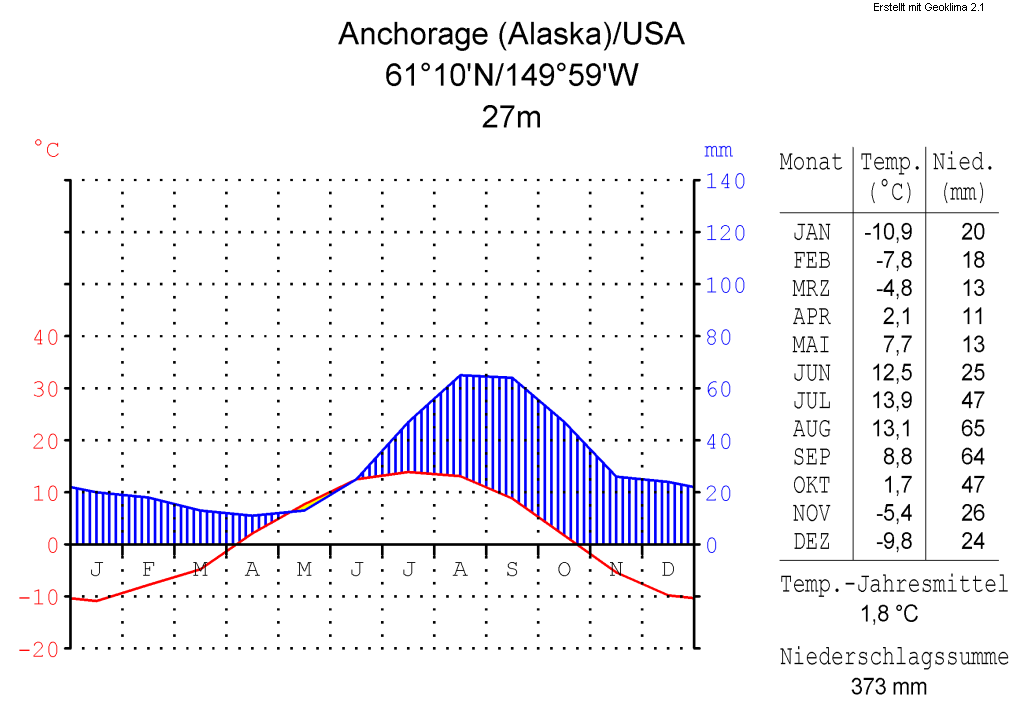
Діаграма температурних показників
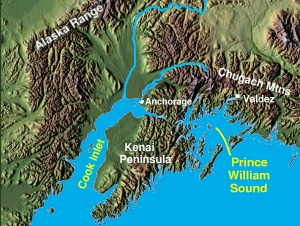
Анкоридж на мапі
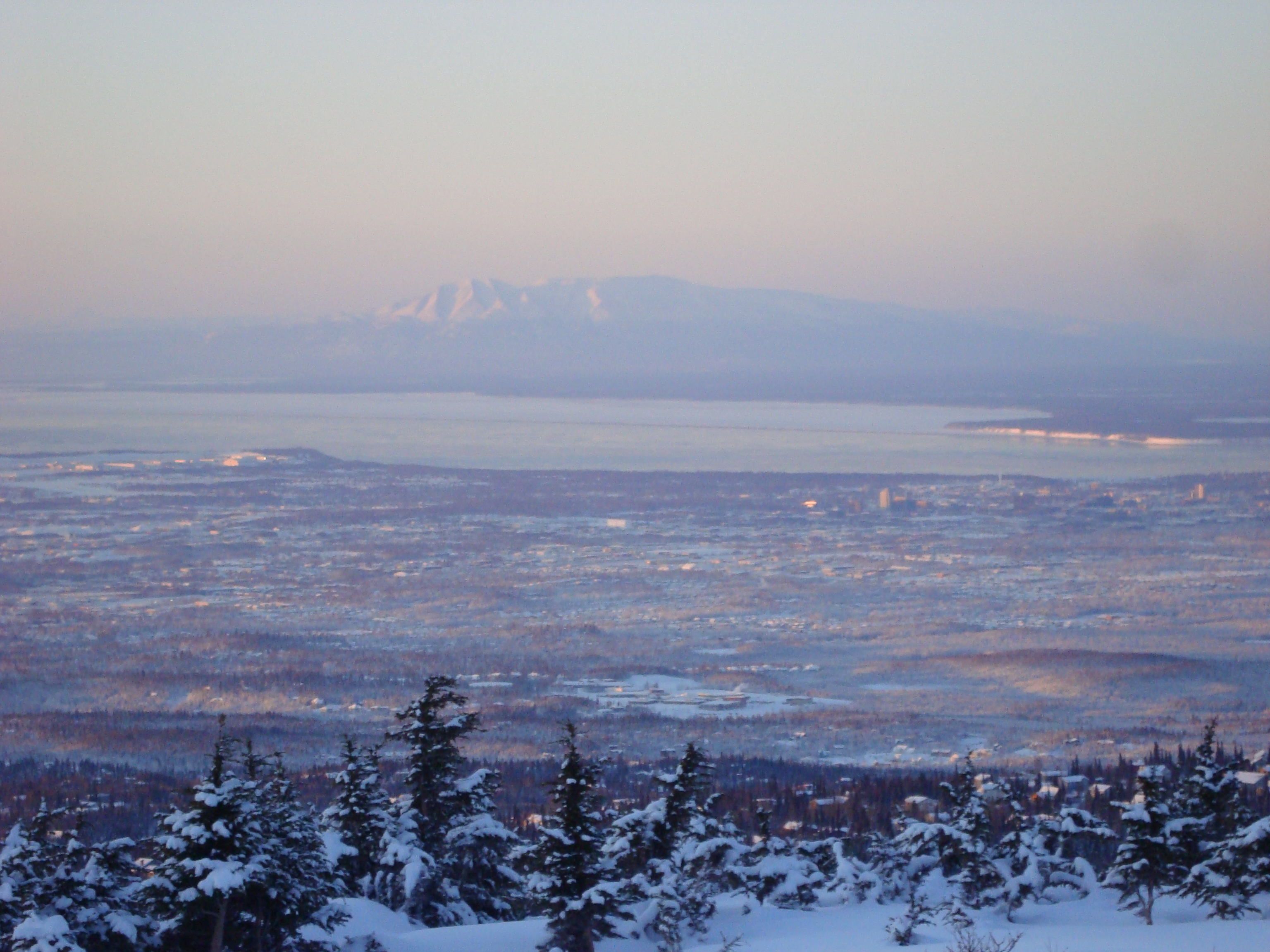
Анкоридж взимку
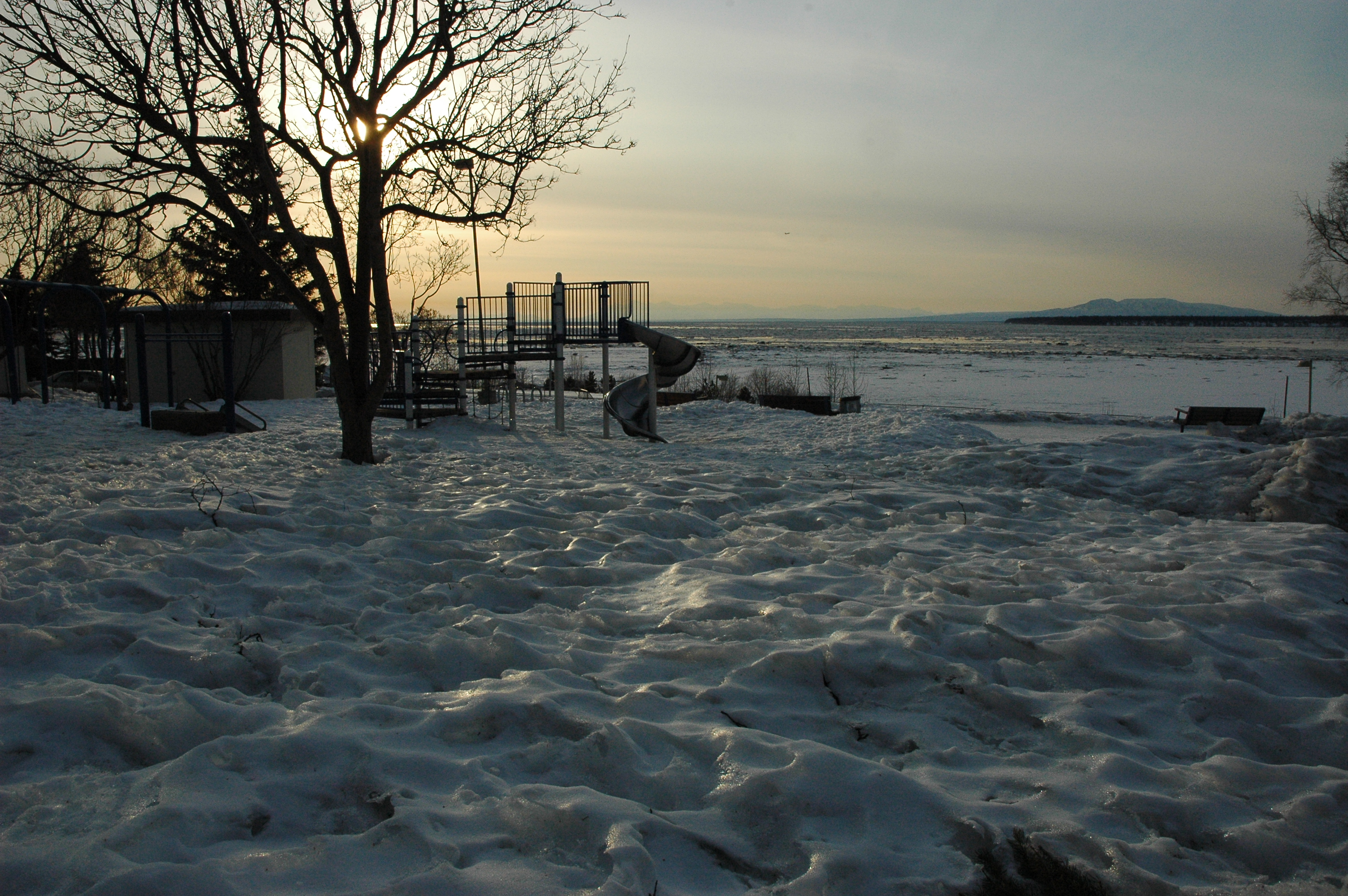
Зимовий парк

## Демографія
За переписом 2010 року, у населеному пункті проживало 291 826 осіб у 107 332 домогосподарствах у складі 70 544 родин. Густота населення становила 57 осіб/км². Налічувалося 113032 будівель (22/км²).
Расовий склад населення:
| - 66,0 % — білих - 8,1 % — азіатів - 7,9 % — корінних американців - 5,6 % — чорних або афроамериканців - 2,0 % — вихідців з тихоокеанських островів - 2,3 % — осіб інших рас |

До двох чи більше рас належало 8,1 %. Частка іспаномовних становила 7,6 % від усіх жителів.
За віковим діапазоном населення розподілялося таким чином: 26,0 % — особи молодші 18 років, 66,8 % — особи у віці 18-64 років, 7,2 % — особи у віці 65 років та старші. Медіана віку жительки/ля становила 32,9 року. На 100 осіб жіночої статі в місті припадало 103,2 чоловіка; на 100 жінок у віці від 18 років та старших — 102,5 чоловіка також старших 18 років.
Середній дохід на одне домашнє господарство становив 99 630 доларів США (медіана — 78 326), а середній дохід на одну сім'ю — 112 028 доларів (медіана — 91 622). Медіана доходів становила 55 923 долари для чоловіків та 45 869 доларів для жінок. За межею бідності перебувало 8,2 % осіб, у тому числі 12,4 % дітей у віці до 18 років та 4,1 % осіб у віці 65 років та старших.
Цивільне працевлаштоване населення становило 152 355 осіб. Основні галузі зайнятості: освіта, охорона здоров'я та соціальна допомога — 23,0 %, роздрібна торгівля — 11,0 %, науковці, спеціалісти, менеджери — 11,0 %.

## Економіка
Розвинуті видобуток нафти і газу, переробка риби. Міжнародний аеропорт Анкоридж є четвертим у світі за обсягом вантажів після Мемфісу, Гонконгу і Шанхаю, його називають «повітряним перехрестям світу», що обслуговує мільйони пасажирів, які здійснюють польоти між США, Канадою і країнами Східної Азії. Місто має все необхідне[ненейтрально], щоб бути великим сучасним центром — театри, музичні колективи, музей натуральної історії, музей історії та мистецтва з колекцією шедеврів місцевих народних промислів, а також зоопарк.